# Ellipteroides (Protogonomyia) aitholodes
Ellipteroides (Protogonomyia) aitholodes is een tweevleugelige uit de familie steltmuggen (Limoniidae). De soort komt voor in het Oriëntaals gebied. Het werd beschreven door Alexander in 1961. Ellipteroides aitholodes behoort tot het geslacht Ellipteroides en de familie Limoniidae.